# Camponotus heteroclitus
Camponotus heteroclitus é uma espécie de inseto do gênero Camponotus, pertencente à família Formicidae.